# 10월 17일 연합
10월 17일 연합(러시아어: Союз 17 Октября)은 러시아 제국에 존재했었던 보수주의 정당이다. 1905년 창당 이후부터 해산까지 러시아식 절충형 입헌군주제의 확립을 주장했다. 영국식 입헌군주제와 경제적 자유주의를 주창하던 진보당과, 개혁적 자유주의를 주창하던 입헌민주당에 반대하는 전형적인 보수 정당으로 기능하였다. 10월당(러시아어: Октябристы)이라고 부르기도 한다.
10월 17일 연합은 보수적 정치 세력에게 편파적인 이점을 주도록 설계된 1907년 10월 러시아 총선 이후 러시아 제국의 보수주의 세력 중 가장 강력한 세력을 갖게 되었으나, 1915년부터 당원 대다수가 기타 자유주의 정당으로 이탈하였으며, 같은 해 말에는 중앙위원회 소집을 중단했다. 1917년 2월 혁명기에는 니콜라이 2세를 설득하여 대규모 무력 충돌이 일어나지 않게 하였으며, 차르 지위를 잡음 없이 포기하게 만들었다. 이후 당원 대부분은 러시아 진보당으로 당적을 옮겼으며, 10월에는 이미 유명무실한 정당으로 전락한 상태였다. 10월 혁명 이후 이 연합의 일부 일원들은 백군에 가담하였다.

## 역대 선거 결과

### 러시아 국가 두마 의회 총선
| 년도        | 의석 수   | 득표수 | 득표율        |
| ----------- | --------- | ------ | ------------- |
| 1906년      | 13 / 497  | -      | 알려지지 않음 |
| 1907년 2월  | 32 / 518  | -      | 알려지지 않음 |
| 1907년 10월 | 154 / 509 | -      | 알려지지 않음 |
| 1912년      | 98 / 442  | -      | 알려지지 않음 |

## 같이 보기
- 러시아 혁명 (1905년)
- 두마